# Молодь

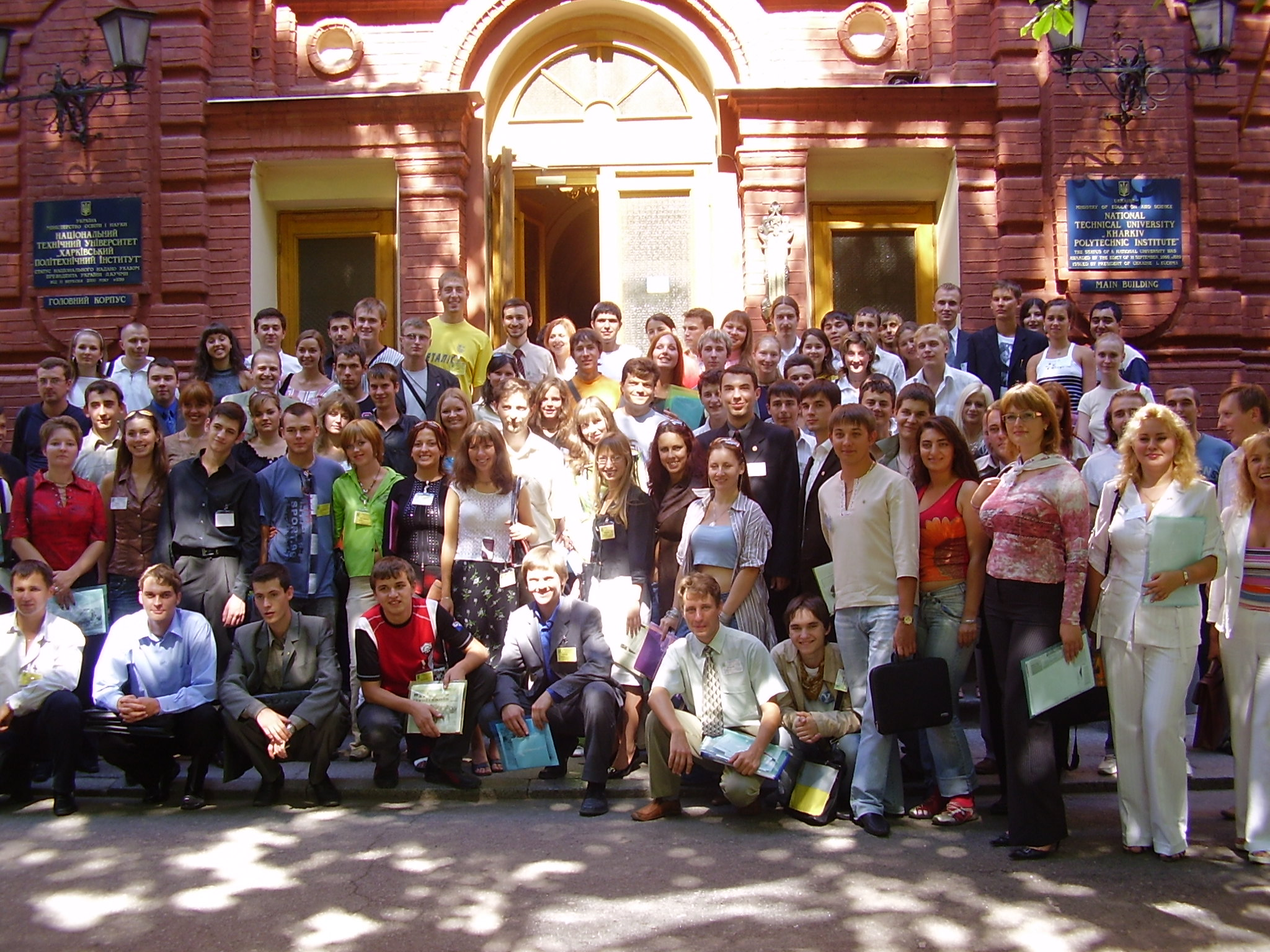
Учасники II Всеукраїнського молодіжного форуму «Молодь у виборах» до Дня м. Харкова та Свята Незалежності біля головного корпусу НТУ «ХПІ», 2005 р.

Мо́лодь — соціально-демографічна група, відокремлена на основі сукупності вікових характеристик і особливостей соціального стану. Молодість як певна визначена фаза, етап життєвого циклу біологічно універсальна, але її конкретні вікові рамки, пов'язаний з нею соціальний статус і соціально-психологічні особливості мають соціально-історичну природу і залежать від суспільного ладу, культури та властивих даному суспільству закономірностей соціалізації.
Сучасна молодь довше навчається в школі та, відповідно, пізніше починає самостійне трудове життя. Ускладнилися й самі критерії соціальної зрілості. Початок самостійного трудового життя, завершення навчання та набуття стабільної професії, одержання політичних прав, матеріальна незалежність від батьків, вступ у шлюб і народження першої дитини — усі ці події, такі, що в своїй сукупності надають людині почуття повної дорослості, та відповідний соціальний статус, настають не одночасно, й сама їхня послідовність і символічне значення кожного з них не однакові в різних соціальних прошарках. Звідси й дискусійність хронологічних, абсолютних вікових границь: нижню границю молодості встановлено між 14 і 15, а верхню — між 30 і 35 роками.
Не менш важливим, аніж подовження періоду молодості, є ускладнення самого процесу соціалізації. Формування особистості молодої людини здійснюється сьогодні під впливом декількох відносно автономних соціальних факторів, найважливішими з який є: сім'я (родина), школа, спільнота однолітків (молодіжні організації, різноманітні неформальні, стихійні групи та співтовариства), засоби масової інформації. Вже сама численність цих інститутів і засобів впливу надає особистості, що формується, значно більший ступінь автономії від кожного з них окремо як ніколи в минулому. Організація виховання і навчання молоді по віковому принципу підсилює цю вікову гомогенність, сприяючи виробленню специфічної «молодіжної» самосвідомості і стилю життя («субкультури»).
Прискорення темпів громадського життя спричиняє підвищення ролі і значення молоді в суспільно-політичному і культурному житті. Справа не стільки в абсолютному зростанні чисельності молодих людей, скільки в мінливих соціальних умовах. Що вищий темп техніко-економічного розвитку, щочим швидше обновляються знання, умови праці та побуту, то помітніше стають соціально-культурні розходження між поколіннями. Нові проблеми та події штовхають на пошуки принципово нових рішень і критичну переоцінку минулого досвіду.

## Становище в Україні
Згідно з Законом України «Про сприяння соціальному становленню та розвитку молоді в Україні», до молоді належать громадяни віком від 14 до 35 років.
Держава визначає загальні засади створення організаційних, соціально-економічних, політико-правових умов соціального становлення та розвитку молодих громадян України в інтересах особистості, суспільства та держави, основні напрями реалізації державної молодіжної політики в Україні щодо соціального становлення та розвитку молоді.
Наразі молодь характеризується такими кількісними й якісними показниками:
- юнаки і дівчата віком від 14 до 35 років становлять 15 407 522 осіб — приблизно третина усього населення країни;
- 70 % молоді мешкає у містах, 30 % — у селах;
- близько двох мільйонів молодих сімей, із них близько 600 тис. мешкають у сільській місцевості;
- 100 тис. осіб офіційно зареєстрованих безробітних;
- 2 709 161 студентів, які навчаються у 340 вишах І-IV рівнів акредитації;
- близько 5 % молоді беруть участь у громадському русі;
- молодь — це активний учасник громадського життя суспільства;
- найактивніша демографічна група;
- молодь — це третина економічної активності населення.

За даними соціологічного опитування проведеного Державним інститутом розвитку сім'ї та молоді в червні 2007 р., лише третина респондентів у віці 14-35 рр. задоволені рівнем своєї освіти. Кожен десятий — не задоволений, а кожен четвертий відповів «скоріше ні, ніж так».
Дві третини молодих громадян у віці 14-35 рр. хотіли би мати більш високий рівень освіти. Серед основних мотивів — можливість влаштуватися на престижнішу роботу (34 %), можливість більш високого заробітку (34 %), а також можливість зробити гарну кар´єру та особиста потреба у постійному підвищенні рівня освіти (по 24 %).
Майже половина (47 %) працюючої молоді працює не за фахом. Серед основних причин — відсутність вакансій, незадовільні зарплати та умови праці.
За даними соціологічної служби Молодіжного Центру політики та інформації, 37,3 % молодих киян не знають, що в Україні відбулися місцеві вибори 2010 року, 4,1 % респондентів не змогли назвати прізвище Президента України і 12 % не знають, хто на сьогодні є мером міста Київ.
За результатами соціологічного дослідження громадської думки у 2007 році, проведеного соціологічною службою Молодіжного Центру політики такі інформації майже 70 % студентської молоді взагалі не цікавляться громадським життям у закладі вищої освіти. Вони вважають, що це є затратою їхнього особистого часу і в кінці вони не отримають жодного корисного результату. Згідно з дослідженням МЦПІ, 15 % респондентів хотіли би брати участь у громадському житті вищої школи, але вони не знають з чого почати і до кого треба звернутись. Це є проблемою поганої поінформованості діяльності органів студентського самоврядування у певних вишах. Майже стільки ж, 11 %, беруть участь у громадському житті, але тільки тоді, коли їх про це попросять. Тільки 4 % студентів беруть активну участь у діяльності органів студентського самоврядування, профспілок і студентських клубів.
Протягом 2006 р. серед осіб, що були клієнтами служби зайнятості чисельність випускників середніх загальноосвітніх шкіл становила 20,6 тисяч, професійно-технічних закладів освіти 22,0 тисячі, вузів — майже 47 тисяч. Працевлаштовано — 31 тис. випускників усього. Серед них — 7 267 випускників загальноосвітніх шкіл, 8 589 випускників професійно-технічних закладів освіти, 14 858 випускників вузів.
За даними соціологічного опитування проведеного Державним інститутом розвитку сім´ї та молоді в червні 2006 р. для молодих людей найпривабливішими є професії юриста (42 %), бізнесмена, підприємця (37 %), банківського працівника (32 %). Одночасно, спеціальності, на які зростає попит на ринку праці мають невисокий рейтинг серед молоді: фермер, фахівець у галузі сільського господарства (5 %), інженер (9 %), працівник торгівлі (11 %), вчитель, викладач (14 %). Відповідно, на думку молоді, ці професії не можуть і забезпечити успіх в житті. Великий відсоток молоді — 30,4 % вважають привабливою професію лікаря, та лише 23,3 % вважають, що ця професія приносить успіх. Одночасно, за інформацією Державної служби зайнятості на ринку праці, на ринку праці в Україні не вистачає медичних працівників, учителів, продавців як продовольчих, так і непродовольчих товарів інших. Аналіз глибинних інтерв'ю з керівниками приватних рекрутингових кампаній свідчить, що серед клієнтів з вищою освітою найчастіше до них звертається молодь із юридичними та медичними дипломами.

Вікові показники населення 15 держав членів ЄС (ЄС-15) у 2000 і 2020 рр.

Станом на 1 вересня 2008 р. серед загальної кількості українських безробітних більше 30 % становила молодь у віці до 35 років.
Станом на 2019 року близько 50 % молоді в Україні працює не за фахом, а третина взагалі має намір змінити професію.

## Становище в Європейському Союзі
У період із 2000 по 2020 рік група людей у віці 15-24 років знизиться до 11 % усього населення Європейського Союзу.

## Традиції та свята молоді
Однією з важливих подій у житті молоді є випускний вечір — традиційне святкування завершення навчання у школі. Цей захід виконує роль ритуалу переходу від дитинства до дорослого життя, символізуючи прощання з шкільними роками.
У більшості країн випускні вечори супроводжуються урочистостями, врученням дипломів, святковим вбранням, прощальними промовами, спільним фотографуванням, танцями та вечірками. В Україні вони традиційно проводяться в червні, після складання державних іспитів або зовнішнього незалежного оцінювання (ЗНО) або Національного мультипредметного тесту (НМТ).
Ці події мають культурне, емоційне й соціальне значення, об’єднуючи учнів, учителів та батьків. Останніми роками зростає роль медіа та соціальних мереж у висвітленні випускних, що додає їм публічного та візуального характеру.